# Drepanogynis atrovirens
Drepanogynis atrovirens är en fjärilsart som beskrevs av Claude Herbulot 1960. Drepanogynis atrovirens ingår i släktet Drepanogynis och familjen mätare. Inga underarter finns listade i Catalogue of Life.